# Pierścień kwadratowy
Pierścień kwadratowy – pierścień, którego elementami są liczby zespolone postaci {\displaystyle x+y{\sqrt {D}},} gdzie {\displaystyle x,y} są liczbami wymiernymi, a {\displaystyle D} jest bezkwadratową liczbą całkowitą (niepodzielną przez kwadrat liczby całkowitej). Każda, niekwadratowa liczba całkowita {\displaystyle D} wyznacza jeden pierścień kwadratowy.

## Definicja
Zbór wszystkich liczb postaci {\displaystyle x+y{\sqrt {D}}} dla ustalonego {\displaystyle D} i dowolnych {\displaystyle x,y\in \mathbb {Q} } oznaczamy przez {\displaystyle \mathbb {Q} ({\sqrt {D}}).}
Jeżeli {\displaystyle D} jest bezkwadratową liczbą całkowitą to niech
{\displaystyle \omega ={\begin{cases}{\sqrt {D}},&{\text{gdy }}D\equiv {\text{ 2,3 (mod 4) }}\\{\frac {1+{\sqrt {D}}}{2}},&{\text{gdy }}D\equiv {\text{1 (mod 4)}}\end{cases}}}
i {\displaystyle \mathbb {Z} [\omega ]=\{x+\omega y:x,y\in \mathbb {Z} \}.} Wtedy podzbiór zbioru {\displaystyle \mathbb {Z} [\omega ]\subseteq \mathbb {Q} ({\sqrt {D}})} nazywamy pierścieniem kwadratowym i zwykle oznaczamy przez {\displaystyle {\mathcal {O}}_{\mathbb {Q} ({\sqrt {D}})}.}
Jeśli {\displaystyle D>0} to nazywamy go rzeczywistym pierścieniem kwadratowym, a jeśli {\displaystyle D<0} to urojonym pierścieniem kwadratowym.

## Przykłady
- Pierścień liczb całkowitych Gaussa: {\displaystyle {\mathcal {O}}_{\mathbb {Q} ({\sqrt {-1}})}=\mathbb {Z} [-1].} Jest przykładem pierścienia kwadratowego, który jest dziedziną ideałów głównych, wszystkie jego elementy są jednoznacznie rozkładalne na czynniki (można stosować algorytm Euklidesa).
- Pierścień liczb całkowitych Eisensteina: {\displaystyle {\mathcal {O}}_{\mathbb {Q} ({\sqrt {-3}})}=\mathbb {Z} \left[{\frac {1+{\sqrt {-3}}}{2}}\right].}
- Pierścień Dedekinda: {\displaystyle {\mathcal {O}}_{\mathbb {Q} ({\sqrt {-5}})}=\mathbb {Z} [-5],} który nie jest dziedziną ideałów głównych, ale istnieją w nim ideały niegłówne oraz nie ma w nim jednoznaczności rozkładu na czynniki.
- Elementami pierścieni kwadratowych są rozwiązania równania Pella: {\displaystyle X^{2}-DY^{2}=1.}